# Тоимару
Тоимару (яп. 問丸, といまる) — разновидность предприятий и предпринимателей в средневековой Японии, которые занимались посредническими услугами, перевозкой товаров и средств, хранением вещей, оптовым сбытом товаров и т. д.
С XIV века назывались тоия (яп. 問屋), а с XVII века — тонъя.

## Краткие сведения
Тоимару берут начало с XI века. Их прототипом были администраторы частных землевладений сёэнов. Владельцы сёэнов возлагали на этих администраторов обязанность сохранять натуральный налог, собранный с земель, и пересылать его владельцу в случае необходимости. В конце XI века такие администраторы стали организовывать собственные предприятия по продаже излишков налога. Конторы этих предприятий располагались обычно в приморских районах.
В XIV веке администраторы сёэнов эволюционировали в предпринимателей-посредников тоимару, которые занимались хранением продукции, её транспортировкой и продажей от имени товаропроизводителей. Они заключали договоры с различными землевладельцами и купцами, принимая высокую плату за совершение торговой операции. На середину XV века конторы тоимару существовали во всех крупных портах Японии (Хаката, Сакаи, Хёго, Цуруга, Кувана и др.) Увеличение объема перевозок способствовало развитию тоимару, которые с конца XV века стали исполнять функции оптовых продавцов. Они также стали удерживать портовые отели для путешествующих купцов.
Большинство тоимару создали собственные купеческие корпорации в XVI — XVII веках, которые занимались продажей различных товаров и услуг.